# Pedro Morenés y Álvarez de Eulate
Pedro Morenés y Álvarez de Eulate (Areeta, Getxo, Biscaia, 17 de setembre de 1948), és un empresari i polític del Partit Popular, Ministre de Defensa del Govern d'Espanya des del 22 de desembre de 2011 al 4 de novembre 2016. De 2016 a setembre de 2018 va ser ambaixador d'Espanya a Washington.

## Biografia

### Primers anys
Va néixer a Areeta, Getxo, el 17 de setembre de 1948, segon dels fills de José María Morenés y Carvajal, IV vescomte d'Alesón (fill al seu torn dels comtes de l'Asalto, grans d'Espanya) i Ana Sofia Álvarez de Eulate y Mac-Mahón.
 El 1978, es llicencià en Dret per la Universitat de Navarra. Seguidament es diplomà en Direcció d'Empreses per la Facultat de Ciències Econòmiques i Empresarials de la Universitat de Deusto.
Entre 1984 i 1988 va treballar en un bufet d'advocats, per passar, el 1988, a l'Empresa Astilleros Españoles S. A., i d'aquí, el 1991, a l'Institut Nacional d'Indústria.

### 1996-2004: Participació en política
El 1996, després de la victòria electoral del Partit Popular, en les eleccions generals, el nou ministre de Defensa Eduardo Serra Rexach, el va nomenar Secretari d'Estat de Defensa. Va romandre en el càrrec tota la Legislatura.
El 2000 fou nomenat Secretari d'Estat de Seguretat del Ministeri de l'Interior, i finalment, entre 2002 i 2004 va ser Secretari d'Estat de Política Científica i Tecnològica al Ministeri de Ciència i Tecnologia.

### 2004-2011: tornada al sector privat
Després de les eleccions generals de 2004 va tornar a l'activitat privada, primer com a Secretari General del Cercle d'Empresaris, des de gener de 2009 com a President del Consell d'Administració de Construcciones Navales del Norte i des de juny de 2010 com a director general per a Espanya de l'empresa paneuropea de míssils MBDA.
Així mateix, des del 26 d'agost de 2005 i fins al 30 de març de 2009 va ser conseller de l'entitat Instalaza, S. A., la principal fabricant espanyola de bombes de dispersió fins a 2008. Va ocupar aquest lloc primer personalment i, des del 16 de març de 2006, com a representant del conseller Boguillas, S. L. El cessament en el càrrec va ser inscrit en el Registre Mercantil de Saragossa al setembre de 2011.
El 2008 el govern del PSOE aprovà una llei sobre la base del Tractat de Dublín contra les bombes de dispersió, per la qual cosa foren declarades il·legals. Després d'aquest fet, Pedro Morenés va decidir denunciar el govern espanyol, exigint una indemnització de 40 milions d'euros. Amb el canvi de govern, el PP el va situar com a Ministre de Defensa, i la justícia resolgué que l'Estat espanyol haurà de pagar la indemnització de 40 milions d'euros a una companyia que va comprar el deute.

### Ministre de Defensa (2011-2018)
El 2011, després de la victòria del Partit Popular a les eleccions generals, va ser nomenat ministre de Defensa d'Espanya per Mariano Rajoy. Com a ministre, ha realitzat viatges per visitar a les tropes espanyoles desplegades en l'exterior, defensant, per exemple, el manteniment de les bases dels Estats Units en territori espanyol i signant nombrosos contractes d'armament. El març de 2014, el Ministeri de Defensa va facilitar informació sobre els contractes signats per l'Estat Espanyol, uns 140 des de l'any 2001, amb companyies armamentístiques; de l'informe es desprenia que des de 2011 s'havien adjudicat 32 contractes a empreses en les quals Morenés havia estat conseller o representant.18 L'any 2015 va sortir a la llum el cas de Zaida Cantera, una capitana que va denunciar per assetjament al tinent coronel Lezcano-Mújica, qui va ser condemnat per això a dos anys i deu mesos de presó. Arran d'aquest cas, l'oposició al govern va criticar la gestió del cas per part de Morenés i va denunciar una campanya d'assetjament dins de l'exèrcit contra Cantera per la seva denúncia.

### Ambaixador d'Espanya als Estats Units (2017-2018)
Nomenat ambaixador d'Espanya als Estats Units el 24 de març de 2017, va presentar les seves credencials davant el president dels Estats Units Donald Trump el 24 d'abril. El juny de 2018 va mantenir un agre desacord amb el president de la Generalitat Quim Torra a Washington, durant l'acte de recepció d'un festival folklòric afavorit per l'Institut Smithsonian en el qual participava convidada una delegació de Catalunya.
Va ser destituït pel consell de ministres al setembre de 2018. Santiago Cabanas, exrepresentant d'Espanya a Algèria, va ser nomenat nou ambaixador a Washington.

## Distincions i condecoracions
- Gran Creu de l'Orde d'Isabel la Catòlica (7 de maig de 2004).[16]
- Cavaller de la Real Maestranza de Cavalleria de Saragossa, en què va ingressar el 14 de novembre de 1966.[17]